# Wasserbehälter der Landes-Heil- und Pflegeanstalt (Alzey)

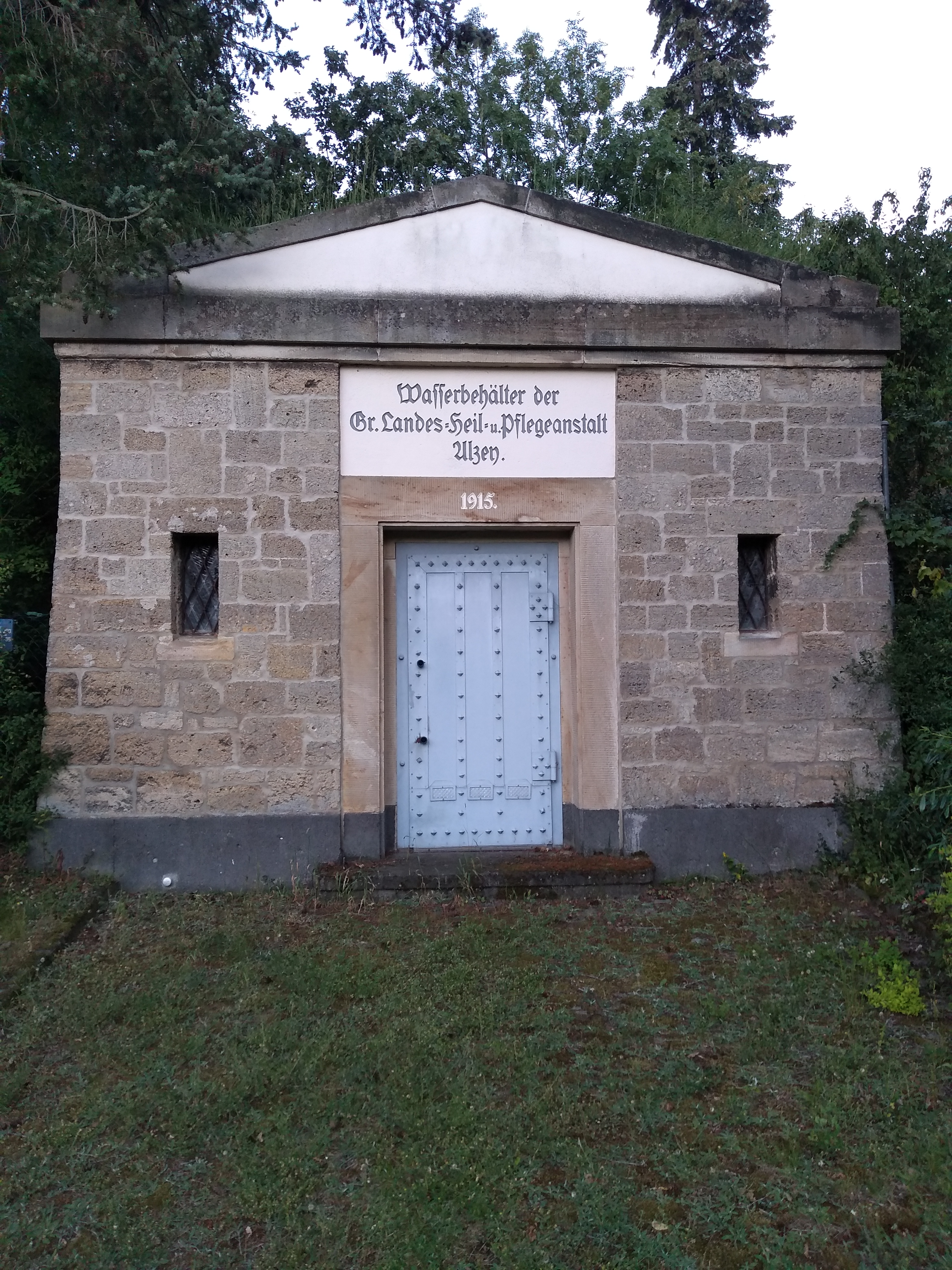
Wasserbehälter der Landes-Heil- und Pflegeanstalt in Alzey

Der Wasserbehälter der Landes-Heil- und Pflegeanstalt  in Alzey, einer Stadt im Landkreis Alzey-Worms in Rheinland-Pfalz, wurde 1915 errichtet. Der Wasserbehälter an der Kaiserstraße, nördlich des Wartturmweges, ist ein geschütztes Kulturdenkmal. In unmittelbarer Nähe befindet sich auch der Wasserbehälter für die Stadt Alzey.
Der neoklassizistische Muschelkalkquaderbau ist mit folgender Inschrift versehen: „Wasserbehälter der Gr. Landes-Heil- u. Pflegeanstalt Alzey. 1915.“
Das technische Denkmal veranschaulicht die eigenständige Versorgung der bedeutenden Pflegeeinrichtung (heute Rheinhessen-Fachklinik Alzey).